# Vendersvold
Vendersvold også kaldet Æ Vold  er et forsvarsanlæg eller et toldgrænseanlæg 3 km nord for Rødekro.  Volden er anlagt i midten af jernalderen mellem to mosedrag. Den indgik i afspærringen af en vigtig passage for færdsel op gennem Jylland. I dag er det meste af volden jævnet, mens andre dele ikke ser ud af mere end et almindeligt markdige. Langs nordsiden af volden har der været en voldgrav. Den har været op til halvanden meter dyb. Lange partier af voldgraven ses stadig tydeligt i landskabet. Formålet med voldanlægget er ikke endeligt afklaret. Efter konstruktionen at dømme kan det have været rettet mod en nord fra kommende fjende, men bedømt ud fra de landskabelige omgivelser er det mere sandsynlig, at det skulle være rettet mod en fjende fra syd. Det er også foreslået, at volden har fungeret som toldgrænse mellem forskellige stammer i området, idet anlægget ikke skulle være egnet til forsvar.
Ved datering af træ fra udgravninger i 1988-89 er anlægget blevet dateret til omkring år 279. Den har været en kombination af grav, vold og palisader i eg, og er etableret samtidig med nogle af de kendte store våbennedlæggelser i Sønderjylland f.eks. Ejsbøl Mose, Nydam Mose og Thorsbjerg Mose.
250 m syd for hvor volden krydser primærrute 24 findes Andholm Batteri.

## Ekstern henvisning og kilde
- /www2.skovognatur.d

Vendersvold i Slots- og Kulturstyrelsens database
55°06′06″N 9°20′30″Ø / 55.1018°N 9.3416°Ø